# Devastaciones de Osorio
En la historia de la República Dominicana, se conoce como las Devastaciones de Osorio a la orden que le dio el rey Felipe III de España al gobernador de La Española, Antonio de Osorio, de despoblar las regiones oeste y norte de la isla (por la fuerza de ser necesario) para acabar con el contrabando que florecía en esas áreas. Las Devastaciones se llevaron a cabo entre los años 1605 y 1606.
La corona española creía que deshabitando el oeste de la isla acabaría con el contrabando rampante que tanto afectaba a las arcas reales. Por desgracia, las devastaciones hicieron posible todo lo que con ellas se quería evitar: el establecimiento de individuos de otra nación oeste de la isla.

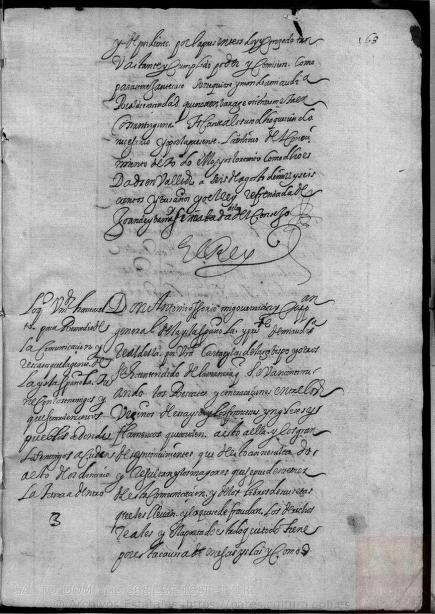
Primera página del decreto real dictado por Felipe III de España, donde se le ordena a Antonio de Osorio la ejecución de las devastaciones. El decreto, cuya extensión es de siete páginas, se encuentra registrado en el Archivo General de las Indias en Sevilla, Andalucía, España.

Las devastaciones fueron el suceso que le permitió a los franceses (enemigos de España) afincarse en el oeste de la Española, en un principio como bucaneros y filibusteros. Los españoles trataron de expulsar a los franceses del oeste de la isla en varias ocasiones, pero no pudieron lograrlo debido a las adversidades políticas y económicas que concurrieron. 
Gracias a la administración de Bertrand d'Ogeron, las bandas de bucaneros y filibusteros franceses que pululaban el oeste de la isla, se transformaron en comunidades sedentarias, convirtiéndose oficialmete en súbditos de la corona francesa en 1660. Poco después, buscando sacarle provecho a los territorios ocupados, la Compañía Francesa de las Indias Occidentales comenzó a comprar cantidades gigantescas de esclavos negros procedentes del África central y occidental, los cuales, eran traídos al oeste de la isla para ponerlos a trabajar en el levantamiento y cultivo de plantaciones de café, cacao, algodón, añíl y caña de azúcar. 
Los franceses tuvieron tanto éxito en adueñarse del oeste de la isla, que ya estaban planeando ocupar la isla completa y quitarle la isla entera a España. Sin embargo, los españoles lograron evitar este plan, gracias a la rápida ejecución de las Repoblaciones de Santo Domingo.
En definitiva, los españoles llegaron a la conclusión de que a esas alturas ya no era posible expulsar a los franceses (ni a su formidable masa de esclavos africanos) del oeste de la isla.  Por ende, los españoles le cedieron la parte oeste de la isla a los franceses en el Tratado de Rijswijk de 1697. No obstante, este tratado no establecía una frontera entre las dos colonias, lo que dio paso a conflictos territoriales entre españoles y franceses. Finalmente, para mantener la paz, Francia y España decidieron establecer una frontera definitiva en el Tratado de Aranjuez de 1777.

## Historia y causas

Mapa de la Capitanía General de Santo Domingo, antes de que se ejecutaran las devastaciones, cuando la isla Española era de España entera (1492-1604). Al oeste se pueden ver los antiguos pueblos españoles de Lares de la Guahaba, Puerto Real del Bayajá, Villanueva de Jáquimo (o de Aquino), Salvatierra de la Sabana, Santa María de la Yaguana y Santa María de la Verapaz. El mapa mostrado más arriba está basado en el mapa original de la isla realizado por Pedro Mártir de Anglería en 1516.
Historiadores dominicanos y extranjeros, concuerdan de forma unánime en que, si las devastaciones no se hubieran ejecutado, hoy día la isla española o de Santo Domingo estuviera habitada por una sola nación, igual que Cuba, Jamaica y Puerto Rico, que no están divididas.

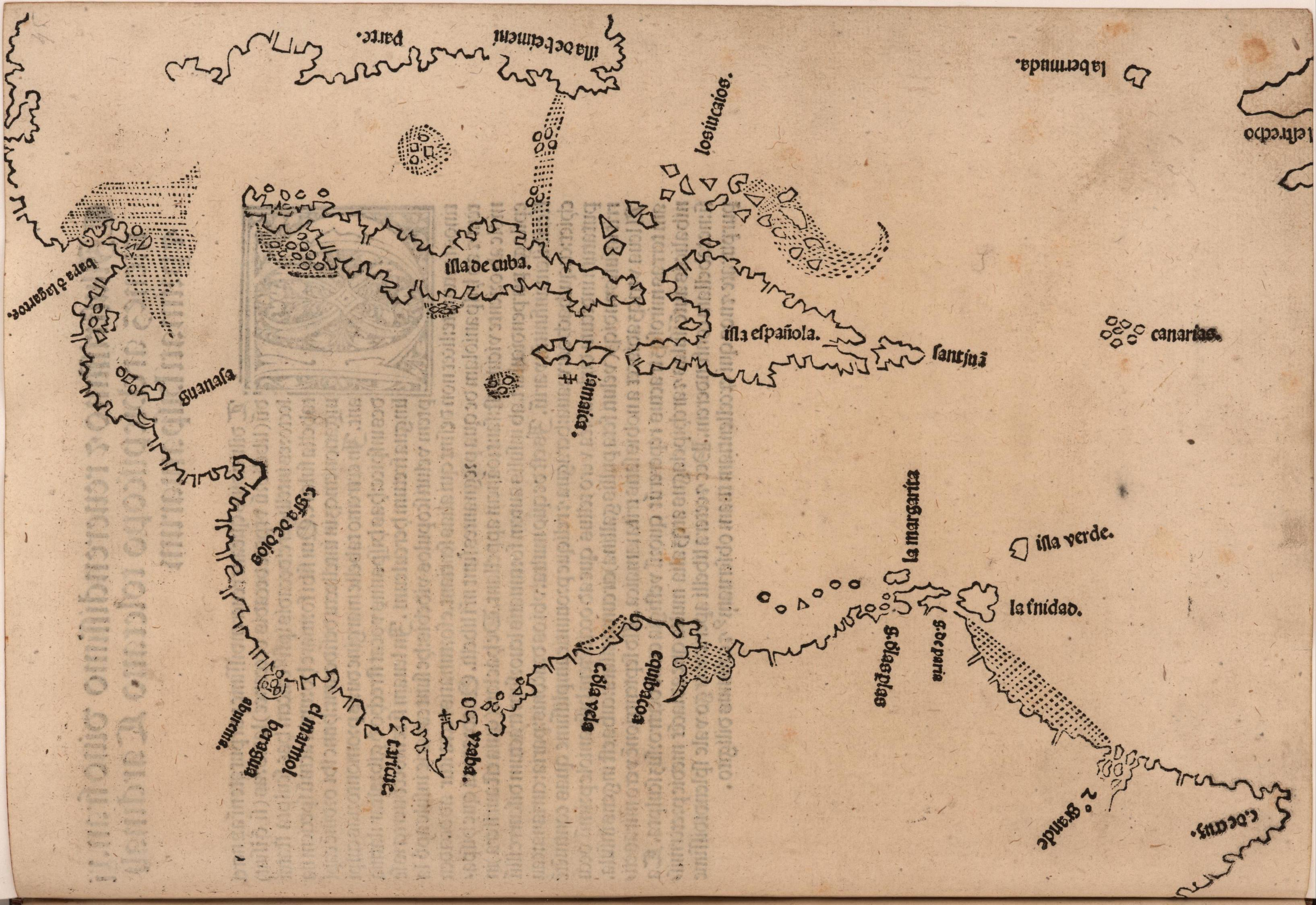
Primer mapa del Mar Caribe realizado por Pedro Mártir de Anglería en 1511 (o en 1514). En el centro del mapa se puede ver la isla Española sin ningún tipo de división, al igual que las demás islas vecinas.

En 1604, el rey Felipe III, al observar la creciente falta de control de la Corona en las zonas norte y oeste de la Capitanía General de Santo Domingo, le ordenó al gobernador Antonio de Osorio y al arzobispo Agustín Dávila y Padilla la facultad de tomar las medidas que consideraran necesarias para detener la incursión del contrabando extranjero, así como el contacto entre súbditos católicos de la Corona y protestantes. 
El origen del problema era que los habitantes de Puerto Plata, Montecristi, Bayajá y Yaguana comerciaban sus productos (especialmente cecinas y cueros) con franceses, ingleses y holandeses, y recibían a cambio mercancías de contrabando. Este tráfico se venía realizando desde mediados del siglo XVI y fue creciendo año tras año. 
A los contrabandistas les gustaba hacer negocios en pueblos ubicados lejos de Santo Domingo, capital de la isla, para complicarle el trabajo a los auditores reales que tenían su asiento en la capital. La orden del rey obligaba a los funcionarios a llevar a cabo la despoblación de las regiones en las que proliferaba el contrabando, para trasladar a los súbditos de la Corona a un lugar más cercano a la capital de la isla, Santo Domingo.  
Cuando los habitantes del noroeste tuvieron conocimiento de esta orden, los cabildos comenzaron a elevar peticiones en las que solicitaban la abolición de la medida. Sin embargo, el gobernador Osorio, que a la muerte del arzobispo Dávila y Padilla tuvo que afrontar la situación el solo, decidió cumplir al pie de la letra la real ordenanza. 
A mediados de febrero de 1605, los representantes reales partieron hacia la zona norte de La Española para proclamar que a los habitantes de la zona se les perdonarían los delitos cometidos contra la Corona española derivados de la práctica del tráfico con extranjeros y herejes, pero con una sola condición: que reunieran todos sus efectos personales, esclavos, ganados y demás bienes, y se trasladaran al sureste, a lugares predeterminados por las autoridades reales de Santo Domingo. (Algunos funcionarios de la Real Audiencia de Santo Domingo intentaron suprimir la orden real, ya que sus propios intereses de contrabando también se verían afectados).
La población del norte se resistió y Osorio tuvo que pedir refuerzos para cumplir la orden real. La ayuda vino del gobernador Sancho Ochoa de Castro, quien en septiembre de ese mismo año 1605 envió una compañía de infantería a Santo Domingo para ayudar a las fuerzas de La Española. El contingente, compuesto por 159 soldados al mando del capitán Francisco Ferrecuelo, se dirigió al norte de la isla, donde se impusieron por la fuerza las órdenes de Osorio, y los vecinos de la región se vieron obligados a abandonar sus fincas y haciendas.
Para lograr su objetivo, los soldados destruyeron plantaciones de azúcar, quemaron chozas, ranchos, haciendas e iglesias, y desmantelaron todo lo que los pobladores necesitaban para vivir en esos lugares. Las principales zonas despobladas fueron Puerto Plata, Montecristi, Bayajá y Yaguana. A finales de enero de 1606, Antonio de Osorio escribió al rey comunicándole que la devastación había terminado y que sólo faltaba atravesar las manadas de ganado del norte, y las de Santiago, San Juan y Azua. Sin embargo, el proceso se demoró hasta mediados de año.
Finalmente, el gobernador estableció una frontera que se extendía desde Azua en el sur hasta la costa norte, y prohibió a los habitantes hispanos cruzarla. Los habitantes de Bayajá y Yaguana se concentraron en un nuevo pueblo que recibió el nombre de Bayaguana, y los habitantes de Montecristi y Puerto Plata fueron reubicados en Monte Plata.

## Consecuencias de las devastaciones

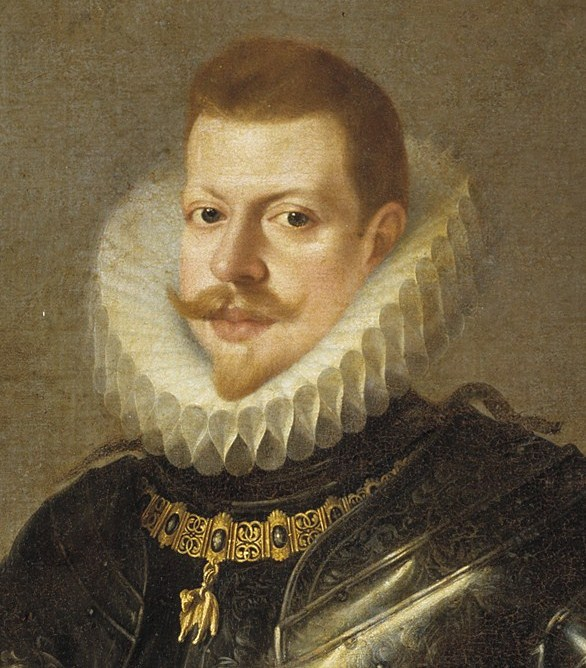
Retrato de Felipe III, el rey español que ordenó la ejecución de las devastaciones. Miembro de una familia con una alta consanguinidad, historiadores antiguos y modernos concuerdan en que Felipe III no tenía las condiciones necesarias para gobernar. Una muestra de ello fue su decisión de poner la administración de su gobierno en manos de uno de sus favoritos, en vez de asumirla el mismo. Muchos historiadores atribuyen el declive del imperio español a las dificultades económicas que comenzaron a principios de su reinado.

### Caída en la Miseria
Las devastaciones de Osorio tuvieron consecuencias nefastas para Santo Domingo.
La destrucción de unos 120 hatos ganaderos, que sumaban más de 100 000 cabezas de ganado, entre vacas, cerdos y caballos, resultó desastrosa, pues sólo el 15% del ganado pudo ser trasladado a las nuevas localidades, mientras que el resto fue abandonado. En poco tiempo, estas manadas se volvieron salvajes. Además, la destrucción de los ingenios y trapiches aceleró la decadencia de la industria azucarera que, sumada a la pérdida de ganado y plantaciones de caña y jengibre, aumentó la pobreza en la isla y alejó a Santo Domingo a los márgenes del comercio colonial. 
La despoblación de la zonas oeste-norte de La Española, fue aprovechada por los negros cimarrones que, huyendo de sus amos, crearon comunidades en esa regiones. Los negros cimarrones no sólo provenían de la propia isla, sino también de las capitanías vecinas de Cuba y Puerto Rico. 
Los dominicanos que tenían medios para abandonar la isla, lo hacían, marchandose a Cuba, Puerto Rico, Nueva España o Nueva Granada. Solamente se quedaron de La Española aquellos dominicanos que por falta de recursos no podían emigrar, o los que por estrechos vínculos y obligaciones no podían desampararla. 
La miseria que se generó tras las Devastaciones de Osorio, también afectó los ingresos fiscales de La Española, hasta el punto de que estos ya no alcanzaban para cubrir los gastos públicos ni los sueldos de los soldados de la guarnción de Santo Domingo. 
En respuesta, el rey Felipe III le ordenó a las autoridades del Vireinato de la Nueva España, que sacaran una porción de sus ingresos fiscales para asistir económicamente a Santo Domingo. Esta asignación de dinero, conocida oficialmente como "situado", salía directamente de la Caja Real de la Ciudad de México. Por desgracia para los dominicanos, esta ayuda económica tardaba más tiempo del pautado en llegar a Santo Domingo, incluso con varios meses de retraso, lo que se traducía en miseria y reducía las actividades económicas al simple intercambio de los escasos bienes que se producían en la isla.

### Perdida de territorios
Las devastaciones tuvieron consecuencias políticas, económicas y sociales catastróficas; no obstante, la consecuencia más desastroza de todas fue, sin duda alguna, la pérdida irrecuperable de los territorios del oeste de la isla. Desafortunadamente, la despoblación del oeste de La Española no evitó que estos territorios abandonados cayeran en el olvido, como hubiera deseado la Corona, sino que, a partir de las devastaciones, aventureros de varios países intentaron adueñarse del oeste de la isla.  

## Ocupación francesa del oeste de la isla

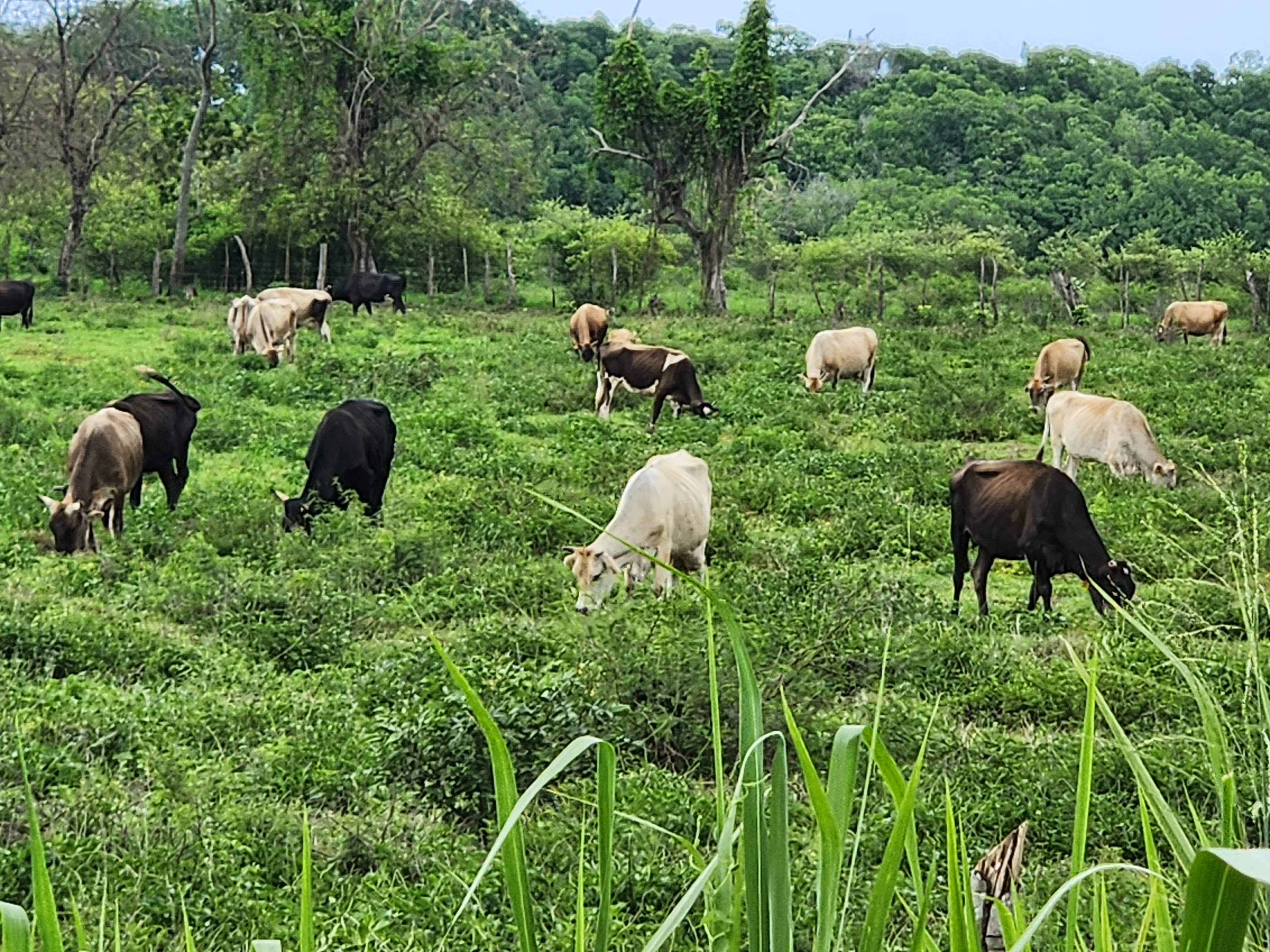
" En los primeros días, muchos de ellos vagaron por las islas vecinas, pero otros se internaron más en las aguas del Caribe y fueron a dar a un paraíso del trópico que tenía una ventaja sobre el bíblico: cientos de miles de reses y de cerdos vagaban por praderas de ricos pastos y entre bosques cruzados por ríos cristalinos. Era la parte occidental de La Española ".

La ocupación francesa del despoblado oeste de La Española, comenzó con grupo de aventureros ingleses y franceses que ya se habían establecido con anterioridad en la isla de San Cristóbal (hoy Saint Kitts) bajo el liderato del explorador inglés Thomas Warner y el corsario francés Pierre Belain d'Esnanbuc. Para el año 1620, todas las islas del Caribe eran aún territorios de España, incluyendo San Cristóbal. 
En 1629, una flota barcos de guerra españoles comandada por Fadrique de Toledo fue enviada a dicha isla para acabar con los aventureros anglofranceses que la ocupaban. El ataque español fue devastador; muchos de estos aventureros fueron capturados o muertos. Otros lograron salvar la vida escapando a otros puntos de las antillas.
Fue así como este primer grupo de fugitivos anglofranceses, fue a parar a la abandonada regíón oeste de La Española en 1630, tocado tierra firme primero en isla de la Tortuga. Días después, cruzaron a la costa noroeste de la isla de Santo Domingo (conocida entre ellos como la grand terre o la grande île) y allí descubrieron cantidades asombrosas de ganado cimarrón, desde vacas, cerdos, caballos y mulas, pastando en zonas donde no había viviendo ni una sola persona. 
Decidieron establecerse en Tortuga, pues la orografía de dicha isla hace de ella una fortaleza natural. 
Los invasores se organizaron en "clases" con base en su actividad:
- Bucaneros: cazaban las vacas, mulas y caballos cimarrones para vender sus pieles a los barcos ingleses y franceses en el área. A los cerdos los cazaban para vender su carne ahumada. Estos eran el grupo mayoritario, por la abundancia de reses.
- Filibusteros: se dedicaban a asaltar a los barcos españoles que cruzaban cerca de la isla en esquifes.
- Habitantes: se dedicaban a la agricultura, a la pesca y al corte de maderas.

## Similitudes con la expedición de la Florida
Una situación similar se produjo en la Florida española. A mediados de 1601, Felipe III, al observar las dificultades para mantener la escasa población de colonos españoles ante los continuos ataques de los indígenas (y al notar también la limitada producción agrícola y ganadera), ordenó al gobernador de La Habana, capitán general Juan Maldonado Barnuevo, enviar una expedición hacia el norte. 
La expedición, compuesta por soldados y frailes bajo el mando del capitán Don Fernando de Valdés, debía realizar una inspección y determinar el coste para la Corona del mantenimiento de la provincia. Si bien la expedición encontró lugares en Florida que podrían haberse aprovechado mejor para asentamientos coloniales, el capitán advirtió que abandonar San Agustín podría perjudicar a España en beneficio de sus enemigos.
Finalmente, los esfuerzos conjuntos de Fernando de Valdés y otros funcionarios como Alonso de las Alas, Bartolomé de Argüelles, Juan Menéndez Marqués y los frailes que acompañaron la expedición (quienes creían que los indígenas de Florida brindaban abundantes oportunidades para la conversión al cristianismo) resultaron exitosos al evitar el abandono de Florida. 
Las Devastaciones de Osorio marcaron el inicio del fortalecimiento de la presencia militar española en La Española, ya que, para poner en práctica la orden, se solicitó el apoyo de 159 soldados de la guarnición de San Juan Bautista desde Puerto Rico. El terrible impacto económico de la real orden finalmente provocó un cambio en la financiación de La Española, transfiriéndola del virreinato de Nueva España al virreinato del Perú. Sin embargo, a partir de la década de 1680, la creciente amenaza de los bucaneros, así como la de las fuerzas francesas, hizo que La Española y Cuba se convirtieran en importantes receptores de recursos económicos de la Nueva España, principalmente para fines militares.
Los historiadores concluyen que las Devastaciones de Osorio constituyeron un error que no benefició ni a los colonos ni a la Corona española. En cambio, dejó la economía de la isla en un estado de crisis y estancamiento que duró varias décadas. Además, brindó una oportunidad para que extranjeros y enemigos de España se asentaran en el territorio abandonado, quienes posteriormente formaron la colonia francesa de Saint-Domingue (hoy Haití). A partir del siglo XVIII, gracias a sus productivas plantaciones de azúcar y café, se convirtió en una de las economías más fuertes del Caribe y en la principal colonia de Francia.

## Las devastaciones en la ficción
- Las Devastaciones constituyen el contexto del cuento de Antonio Benítez-Rojo "El Paso de los Vientos", incluido en la colección Una Vista desde el Manglar.
- En 1979, El escritor hispano-dominicano Carlos Esteban Deive publicó la novela Las Devastaciones, ganadora del Premio Siboney.
- Juan José Ponce Vázquez, historiador español de la Universidad de Alabama en Tuscaloosa, ha publicado una monografía sobre este período titulada Isleños e Imperio: Contrabando y Desafío Político en La Española, 1580-1690 (2020).

## Licencias
Este artículo incorpora texto de Rafal Reichert disponible bajo la licencia CC BY-SA 4.0.
- Datos: Q16027301
- Multimedia: Devastations of Osorio / Q16027301